# Francesca Inaudi
Francesca Inaudi (n. 8 decembrie 1977) este o actriță italiană.

## Date biografice
Francesca a promovat dramaturgia în anul 1998 la Piccolo Teatro din Milano.

## Teatru
- L'avaro de Molière, regia Lamberto Puggelli (1996) - Piccolo Teatro de Milano
- Camillo. Memo1.0: costruzione del teatro - Progetto e regia Emil Hrvatin (1998) - Piccolo Teatro Studio Milano
- Vecchio clown cercasi de Vizniec, regia Stefan Iordanescu (1998) - Piccolo Teatro Studio Milano
- Macbeth clan - Progetto  regia Angelo Longoni (1998/99) -  Piccolo Teatro Studio Milano
- Tre sorelle de Checov - A cura de Enrico D'Amato (1999) - Piccolo Teatro Studio Milano
- Intrigo e amore de Schiller, regia Antonio Syxty (1999) - Teatro Litta - Milano
- Peter Pan de J.M. Barrie - Progetto e regia Gheorghe Iancu (2000) - Piccolo Teatro Studio Milano
- Faccia de fuoco de Marius von Meyenburg, regia Alessandra Milano (2000) - Teatro Out-Off - Milano
- I due gemelli veneziani (Gondolierul venețian) de Goldoni, regia Elio De Capitani (2001) - Teatridithalia - Milano
- Madame de Sade de Mishima, regia Massimo Castri (2001/02) - Teatro Stabile de Torino
- Euridice de Jean Anouilh, regia Enrico Petronio (2002) - Teatro del Vittoriale Gardone Riviera
- Elephant Woman, scrisă de  Andrea Gattinoni (2006) - Cometa-Off - Roma

## Filmografie
- Dopo mezzanotte, regia Davide Ferrario (2004)
- L'uomo perfetto, regia Luca Lucini (2005)
- L'orizzonte degli eventi, regia Daniele Vicari (2005)
- La bestia nel cuore, regia Cristina Comencini (2005)
- 4-4-2: il gioco più bello del mondo - Episodio: La donna del Mister, regia Claudio Cupellini (2006)
- N (Io e Napoleone), regia Paolo Virzì (2006)
- Non prendere impegni stasera, regia Gianluca Maria Tavarelli (2006)
- Viaggio in Italia - Una favola vera, regia Paolo Genovese și Luca Miniero (2007)
- Io, Don Giovanni, regia Carlos Saura (2009)
- Questione di cuore, regia Francesca Archibugi (2009)
- Generazione mille euro, regia Massimo Venier (2009)
- Il richiamo, regia Stefano Pasetto (2009)
- Matrimoni e altri disastri, regia Nina Di Majo (2010)
- Noi credevamo, regia Mario Martone (2010)
- Femmine contro maschi, regia Fausto Brizzi (2011)